# Viktoria Hühnerfeld
Viktoria Hühnerfeld (vollständiger Name: Sportclub Viktoria 1912 Hühnerfeld e. V.) ist ein Sportverein aus Sulzbach im Saarland. Die erste Fußballmannschaft spielt aktuell in der Bezirksliga Saarbrücken. Zwischen 1952 und 1961 gehörte die Mannschaft acht Jahre lang der damals zweitklassigen II. Division Südwest an.

## Geschichte
Der Verein wurde im Jahre 1912 als SpVgg Viktoria 1912 Hühnerfeld gegründet. Im Jahre 1935 fusionierte der Verein mit dem TV Hühnerfeld zum TuS Hühnerfeld, der im Jahre 1945 seinen Namen in SC Viktoria Hühnerfeld änderte. Zwischen dem 1. August 1958 und 1984 trat der Verein unter dem Namen SC Viktoria Sulzbach auf. Die zwischenzeitliche Umbenennung war mit einer Spende aus der Stadtkasse verbunden.
Im Jahre 1950 stieg die Mannschaft in die Ehrenliga Saarland auf und erreichte zwei Jahre später die II. Division Südwest. Drei Jahre hielt sich die Viktoria in der Zweitklassigkeit, bevor 1955 der Abstieg in die Amateurliga Saarland erfolgte. Als Saarlandmeister setzte sich die Mannschaft in der Aufstiegsrunde durch und kehrte in die II. Division zurück. In der Saison 1959/60 wurde mit dem vierten Platz die beste Platzierung der Vereinsgeschichte erreicht. Ein Jahr später folgte der Abstieg in die Amateurliga.
Im Jahre 1963 wurde die Viktoria erneut Meister der Amateurliga Saarland, verpasste allerdings den Aufstieg zur Regionalliga Südwest. Bei der Deutschen Amateurmeisterschaft schied die Mannschaft im Halbfinale gegen den späteren Titelträger VfB Stuttgart Amateure aus. Ein Jahr später errang die Viktoria die dritte Saarlandmeisterschaft, scheiterte aber in der Regionalliga-Aufstiegsrunde an Germania Metternich.
Als Vizemeister der Amateurliga erreichten die Mannschaft 1966 erneut die Deutsche Amateurmeisterschaft, wo das Team nach dem Achtelfinale gegen die SpVgg Erkenschwick im Viertelfinale gegen die SG Westend Frankfurt ausschied. Zwei Jahre später stieg die Viktoria aus der Amateurliga ab, ehe es 1972 noch eine Stufe tiefer ging.
Im Jahre 1983 schaffte die Mannschaft den Wiederaufstieg in die Bezirksliga, dem der direkte Durchmarsch in die Landesliga folgte. Der dritte Aufstieg in Folge wurde durch eine Niederlage im Entscheidungsspiel gegen den TuS Eschringen verpasst. Erst 1988 gelang die Rückkehr in die Verbandsliga. Nach mehreren Jahren Abstiegskampf musste die Viktoria 1995 wieder in die Landesliga absteigen und pendelte seitdem zwischen der Verbands- und Landesliga. Aus letzterer musste man 2015 in die Bezirksliga Saarbrücken absteigen. Nach einer durchwachsenen Saison beendete man diese auf dem 6. Platz. In der darauffolgenden Saison 2016/2017 stieg man trotz allen Bemühungen in die Kreisliga Saarbrücken ab. Im direkt darauffolgenden Jahr 2018 stieg man ungeschlagen wieder in die Bezirksliga auf.